# Anarquismo na Inglaterra

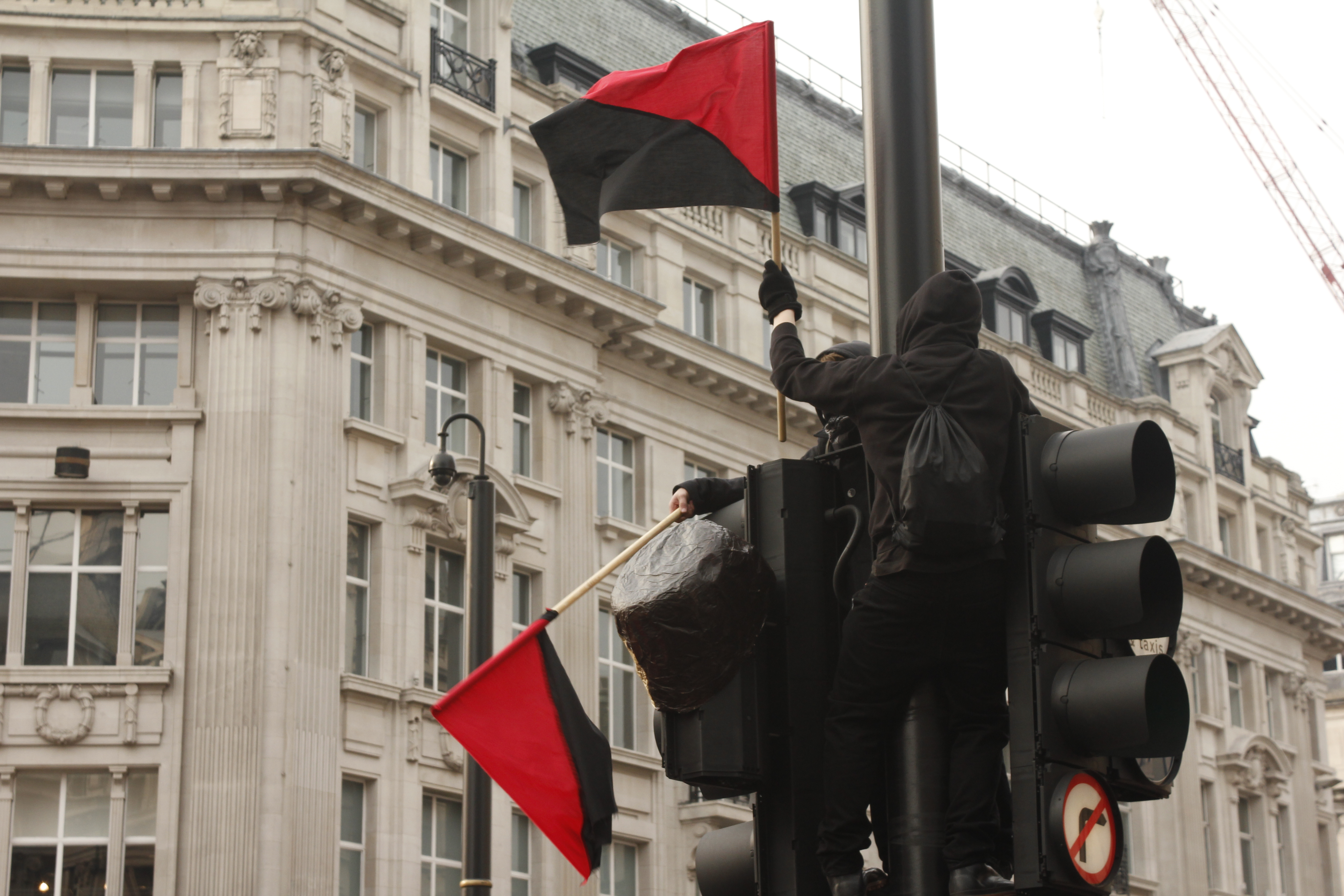
Anarquistas em Londres

O anarquismo na Inglaterra tem seus antecedentes no contexto do radicalismo do partido whig e das seitas protestantes. Durante a Guerra Civil Inglesa e o começo da industrialização, o pensamento anarquista se desenvolve no contexto da política radical desdobrada pela classe operária.
No século XIX, surgem na Inglaterra as primeiras associações revoltosas de trabalhadores. Em 1824, é alcançado o direito à formação dos sindicatos, em oposição aos interesses dos patrões capitalistas, embora a ausência de um sindicalismo forte na Inglaterra e a predominância de metódos políticos não tivesse gerado um ambiente favorável para o desenvolvimento do anarquismo. Este espaço foi mais favorável para o laborismo e o marxismo, que tiveram um peso mais considerável até o fim do século XIX.
Nesses anos, foi destacado o papel liberal da Liga Socialista de William Morris e Oscar Wilde, que reuniam anarquistas e socialistas. Dentro do pensamento teórico-anarquista, a presença do russo Piort Kropotkin, exilado, e sua formulação do comunismo liberal influenciou profundamente os liberais ingleses.

## Contexto histórico
O surgimento do anarquismo na Inglaterra se relaciona a um contexto histórico particular, que implicou mudanças sociais amplas, em todas as esferas, no século XIX. A emergência do surgimento se deu pela formação da classe trabalhadora na época.
Neste contexto rico de lutas, os trabalhadores se uniam e ameaçavam governos e patrões, com a base ideológica do socialismo. O anarquismo surge desta efervescência das lutas dos trabalhadores na segunda metade do século XIX, num quadro de desenvolvimento industrial e tecnológico, sem grandes precedentes.
Durante o século XIX, o capitalismo se desenvolveu e globalizou a partir da integração das estruturas econômicas mundiais, dentro de marcos estabelecidos pela Revolução Industrial; nesse mesmo tempo, os Estados Modernos se consolidam e levam a cabo uma expansão imperial ligada ao aumento da produção mundial e às novas tecnologias desenvolvidas. Tais processos são acompanhados por um crescimento significativo da imigração de trabalhadores e, ao mesmo tempo, pelo grande desenvolvimento das tecnologias, em especial, dos transportes e das comunicações. Aspectos a serem levados também em conta são o racionalismo e a circulação de valores modernos, que acabam ganhando relevância com a Revolução Francesa, assim como a reorganização das classes sociais.
A economia capitalista, na segunda metade do século XIX, é marcada pelo desenvolvimento e a globalização, com a crescente produção e comércio. Essa onda de crescimento e globalização implicou o desdobramento das mudanças trazidas no bojo da Revolução Industrial, e envolveu: a precarização das condições de trabalho; a separação definitiva entre capital e trabalho; o desenvolvimento do capitalismo industrial; as inovações tecnológicas nos setores produtivos, nas fontes de energia, nos transportes e na comunicação; a aceleração nas transações comerciais; a urbanização e o crescimento das cidades; a alta concentração de capitais e a formação de grandes monopólios; as disputas das áreas coloniais, visando matérias-primas, criação de novos mercados, mão de obra, entre outros fatores.
O século XIX também foi um cenário da consolidação dos Estados Modernos, que passaram a constituir estruturas centralizadas, burocráticas e hierárquicas, responsabilizando-se pela administração de territórios amplos, com fronteiras bem estabelecidas. Esses estados impõem, principalmente através da violência e da repressão, a obediência generalizada da sociedade, em ato fundamentado na manutenção dos interesses das classes dominantes.
Os contornos do capitalismo, do Estado e das classes populares também foram profundamente marcados pelo imperialismo, porque este desenvolveu políticas externas para satisfazer os interesses das classes dominantes e dos grandes monopólios nacionais, dominando outras nações. Essa expansão capitalista e estatista foi acompanhada por grandes fluxos migratórios - para a busca de melhores condições de vida, fuga por perseguições, por discriminações religiosas e políticas - e de um alto desenvolvimento tecnológico. 
Durante o século XIX, destacam-se o racionalismo e valores como contribuintes na formação do anarquismo. Estimulada pelo Renascimento e pelo Iluminismo, são abandonadas as explicações de base teológica e metafísica. Elas são substituídas por análises fundamentadas na racionalidade. Valores como a liberdade individual, a igualdade perante as leis e a ideia de que as tecnologias poderiam auxiliar a emancipação humana passam a ser difundidos de forma mais generalizada. Em paralelo, também ocorre um aumento na taxa de alfabetização, viabilizando um consumo cultural mais ampliado, e incluindo os periódicos e livros.
Em termos globais, são notadas duas situações distintas. Por um lado, o capitalismo moderno em processo de consolidação através do crescimento industrial; seus centros se encontram na Europa Ocidental, nos Estados Unidos e no Japão, locais que rapidamente se desenvolvem, juntamente com uma classe de trabalhadores urbanos e assalariados, que se envolve em conflitos trabalhistas. Por outro lado, economias menos desenvolvidas de base agrária, como os países da América Latina, da China, da África, do mundo islâmico e de outras partes da Ásia, da Europa; nessas localidades, trabalhadores rurais e camponeses protagonizam conflitos em torno da propriedade da terra. Em ambas, mesmo com a ascensão progressiva do proletariado industrial, o campesinato forma a classe relevante, em termos numéricos e também por seu envolvimento em conflitos, em contextos muitas vezes marcados pelo crescimento comercial de produtos agrícolas. 
As Revoluções de 1848, na Europa; as Guerras de Independência Italiana (1848-1866); as lutas entre as forças de resistência de Abd el-Kader na Argélia contra a França; a resistência anticolonial no Senegal, realizada pelos nômades tuaregues no Saara; as guerras de independência nas Américas; a Greve Geral de 1842, na Inglaterra; a Rebelião Taiping (1851-1864), na China e a Revolta dos Sipaios (1857-1858), na Índia. Em geral, os conflitos sociais auxiliaram no fortalecimento da noção de que a ação humana poderia modificar e transformar a sociedade.
A industrialização, a formação das classes, dos conflitos de classe, proporcionaram as forças sociais que seriam mobilizadas por anarquistas e sindicalistas. Foi nesse contexto histórico e particular, do século XIX, envolvido pelo desenvolvimento de uma estrutura de dominação capitalista pautada em valores modernos, que surgem os anarquistas, os quais não se sentem contemplados pelas ideologias políticas em voga. Os principais pontos para o fortalecimento de medidas anarquistas foram: longas jornadas e péssimas condições de trabalho, Estados repressores e pautados na intervenção expansionista, racionalismo e valores difundidos para o estabelecimento de análises e críticas, tradições políticas anteriores violentos e ineficazes que provavam a necessidade de processos democráticos e transformadores, enfraquecimento da influência da Igreja que possibilitava a politização em espaços de lazer e campos de educação.

## Associação Internacional dos Trabalhadores (AIT)
Em 1864, a fundação da AIT, conhecida depois como Primeira Internacional (1864-1877), possibilitou visitas entre operários ingleses e franceses. Fundada em Londres, pelo proletariado francês, mutualista proudhoniano, e pelo proletariado inglês trade-unionista, a AIT focava em criar um organismo internacional no qual possibilitasse a associação da classe trabalhadora para discussões sobre projetos comuns. Poucos anos após a fundação, a AIT constituiu um espaço que propiciou o surgimento do anarquismo. 
A AIT condicionou a consolidação do anarquismo e do sindicalismo de intenção revolucionárias: importantes setores do operariado e do campesinato adquiriram pensamentos revolucionários e internacionalistas, e também criaram uma federação internacional de suas próprias organizações, baseada nos trabalhadores. 
No início, a Internacional dedicou-se, em nível local, às articulações de trabalhadores e, internacionalmente, ao estabelecimento das bases de acordo; realizou, em primeiro momento, congressos anuais, a partir de 1866. 
A consolidação do anarquismo está diretamente relacionado à AIT, principalmente ao momento da radicalização e da mudança na correlação de forças entre mutualismo e coletivismo. A fundação também estabeleceu uma estrutura com a presença em diversos países, articulando trabalhadores e movimentos classistas e internacionalistas. As mobilizações locais ganharam apoio e estimularam a solidariedade de classe; experiências foram utilizadas como base de reflexão crítica para o movimento; discutiram-se questões do movimento operário e do socialismo, em particular. Todos esses elementos da AIT foram importantes para o surgimento e o desenvolvimento do anarquismo na Inglaterra. 

## Arte
Enquanto o anarquismo se desenvolve, ele se associa fortemente às artes. A arte anarquista é influenciada pelo movimento tanto nas pinturas, no cinema, na literatura, quanto na música, criando gêneros musicais como o punk — especificamente o anarcopunk. Alguns exemplos de artistas e bandas inglesas influenciadas pelo anarquismo são: Sex Pistols, Crass, Conflict, The Damned, entre outras.

## Organizações atuais
1. Reclaim the Streets
2. Solidarity Federation